# بيرت جيمس (لاعب كرة قاعدة)
بيرت جيمس (بالإنجليزية: Bert James)‏ هو لاعب كرة قاعدة أمريكي، ولد في 7 يوليو 1886 في كوبرتاون في الولايات المتحدة، وتوفي في 2 يناير 1959 في أديرفيل في الولايات المتحدة.

## وصلات خارجية
- بيرتن جيمس على موقعبيزبول رفرنس.كوم (الدوري الرئيسي) (الإنجليزية)
- بيرتن جيمس على موقعبيزبول رفرنس.كوم (الدوري الثانوي) (الإنجليزية)